# Pesto alla trapanese

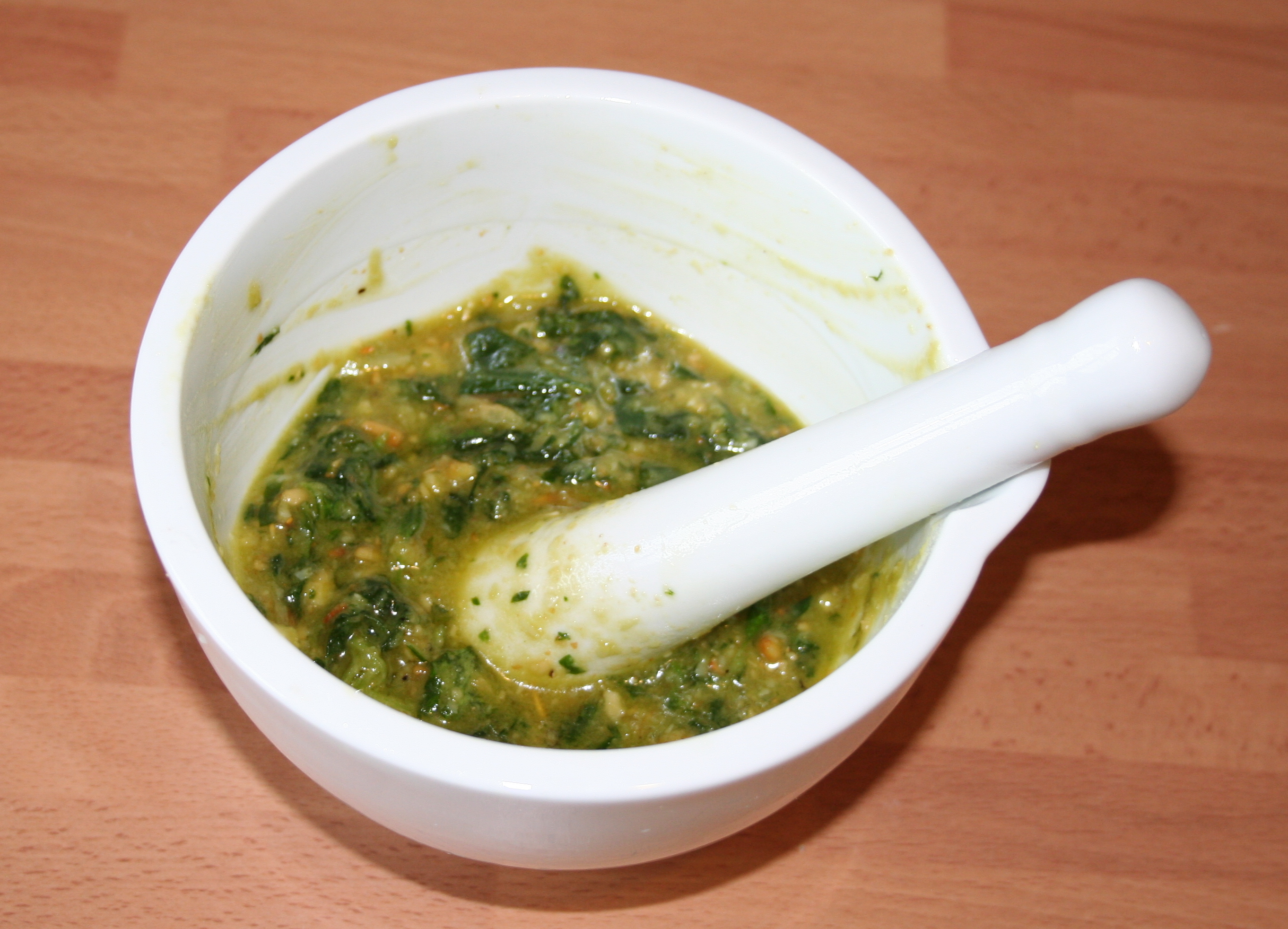
Un momento de la preparación de la salsa.

La pasta con pesto alla trapanese (pasta cull'agghia en siciliano) es un plato típico de la cocina de Trapani, presente en toda la provincia.
Es un plato antiguo: los barcos genoveses procedentes de Oriente que se detenían en el puerto de Trapani dejaron la tradición del pesto ligur, que los marineros de Trapani elaboraron con los productos de su tierra: los tomates y las almendras. En una época era solo un producto artesanal, pero actualmente algunas empresas de alimentación comercializan uno parecido como pesto siciliano.

## Ingredientes
Se trata de una salsa cruda, cuyos ingredientes principales son la albahaca, el tomate y la almendra.
La pasta utilizada tradicionalmente son los busiati, una pasta fresca parecida a macarrones trenzados sobre un ramo di buso, que es un tallo de carrizo. Otra pasta antigua utilizada son los gnoccoli, de unos 15 cm de largo y la mitad de anchos, ahuecados a mano con los diez dedos. Sin embargo, también pueden usarse bucatini o linguini.
Los demás ingredientes de la receta clásica son el ajo (rojo, de la fracción trapanesa de Nùbia), el aceite de oliva extra virgen (de sabor fuerte, con DOP del valle trapanés), el Pecorino (no excesivamente curado) rallado y la pimienta negra.

## Preparación
Se prepara machacando en un mortero el ajo sobre la sal y la albahaca, girando la mano del mortero, aplastando y golpeando los ingredientes a lo largo de las paredes. Se añade aceite hasta que la salsa se convierte en crema.
Se machacan aparte las almendras peladas y crudas hasta convertirlas en un puré, y después se mezclan con el pesto. Por último, se mezcla todo con la pulpa del tomate picado fino (sin piel) y se añaden otras dos cucharadas de aceite de oliva.
Se deja descansar la salsa mientras se cuece la pasta, que se escurre sin añadir agua fría, y se mezcla todo en una sopera, añadiendo unas cucharadas de pecorino siciliano rallado. Algunos espolvorean la pasta con pan rallado tostado o incluso botarga de atún rallada. En verano se añaden a la albahaca unas hojas de menta fresca.